# Cociente de Strehl
El Cociente de Strehl o Relación Strehl, llamado así por el físico y matemático alemán Karl Strehl (1864-1940), es una medida de la calidad óptica de los telescopios y otros instrumentos de proyección de imagen. Se define como el cociente entre la intensidad máxima observada en el plano de detección desde un punto fuente comparado con la intensidad teórica pico máxima de un sistema de imágenes perfectas funcionando al límite de la difracción. Esto está estrechamente relacionado con los criterios de agudeza para la óptica definida por Karl Strehl.
A menos que se indique lo contrario, el cociente Strehl se define generalmente con el mejor enfoque del sistema de imagen en estudio. La distribución de la intensidad en el plano de la imagen de una fuente puntual es generalmente llamado la Función de dispersión de punto (en inglés PSF). Obviamente, caracterizado la forma de la Función de Dispersión Puntual por un solo número, como el cociente de Strehl lo hace, solo tendrá sentido y será sensato, si la Función de Dispersión de Punto esta un poco distorsionada de su forma ideal (sin aberraciones). Esto es válido para sistemas bien corregidos que operan cerca del límite de difracción. Esto incluye la mayoría de los telescopios y microscopios pero excluye a la mayoría de los sistemas fotográficos, por ejemplo. El cociente de Strehl se ha vinculado a través de la obra de Marechal a la teoría de las tolerancias de aberración que es muy útil para los diseñadores de sistemas ópticos bien corregidos, permitan establecer un vínculo significativo entre las aberraciones de la óptica geométrica y la teoría de la difracción de la óptica física. Una deficiencia importante del cociente de Strehl como un método de evaluación de la imagen es que, si bien es relativamente fácil de calcular para una receta de diseño óptico en papel, normalmente es difícil de medir por un sistema óptico real entre otras cosas porque la intensidad máxima de pico teórico no está fácilmente disponible.
El cociente de Strehl se utiliza habitualmente para evaluar la calidad de ver en la presencia de la turbulencia atmosférica y evaluar el rendimiento de cualquier sistema de corrección de óptica adaptativa. También se utiliza para la selección de imágenes de exposición corta en el método de imagen de suerte
En la industria el cociente de Strehl se ha convertido en una forma popular para resumir los resultados de un diseño óptico, ya que da las rendimiento de un sistema real, de costo y complejidad finita, en términos de un sistema teóricamente perfecto que sería infinitamente más costoso y complejo para construir y que todavía tendría una Función de Dispersión Puntual finita. Esencialmente, es el cuadrado del cociente de la Función de Dispersión Puntual que tienes con la mejor Función de Dispersión Puntual que el dinero puede comprar. 
Proporciona un método simple para valorar un sistema a través del cociente de Strehl. Por ejemplo, si 0,95 es aceptable o por el contrario debería invertirse el doble para tratar de conseguir un cociente Strehl de 0,97 o 0,98.